# 美國職棒大聯盟年度最佳新人獎
美國職棒大聯盟年度最佳新人獎（英語：Rookie of the Year Award），或稱為「新人王」，是美國職棒大聯盟每年頒給美聯與國聯裡表現最為傑出的新人球員（Rookie）的獎項。
在1940年到1946年期間，全美棒球記者協會芝加哥分會每年選出一位最佳新人。在1947年的時候，他們決定邀請所有的會員一起來票選。很巧合地，1947年也是傑基·羅賓森所忍受棒球史上最為艱難的新人年。那一年，他實至名歸地贏得了最佳新人獎。最初這個獎項的正式名稱是「傑·路易斯·康明斯基紀念獎」（J. Louis Comiskey Memorial Award，1930年代芝加哥白襪的老闆），到了1987年，為了表彰傑基·羅賓森打破種族界線，所以在四十週年時將這個獎改名為「傑基·羅賓森獎」（Jackie Robinson Award）。
截至2019年，在同一年同時拿到最佳新人獎與最有價值球員獎，只有兩位球員，而且都是在美聯：1975年的Fred Lynn以及2001年的鈴木一朗。唯一一位同時拿到最佳新人獎與賽揚獎的則是1981年的Fernando Valenzuela。

## 新人的定義
依照現行大聯盟的規定，有資格成為年度最佳新人獎候選人的條件如下：
1. 如果之前曾經在大聯盟球季登場，打數需少於130個；投球局數需少於50局。
2. 待在大聯盟球隊活躍名單（Active Rosters；即俗稱的25人名單）當中少於45天（扣掉在傷兵名單中的時間，以及9月1日後名單大擴充的時間）。

＊兩個條件均須符合才具有新人資格。

### 進入大聯盟前的職棒經歷
近年來這個獎項的給獎標準遭受到不少檢討的聲浪，原因之一是將獎項頒給新加入的日本籍球員，像是野茂英雄（1995年）、佐佐木主浩（2000年）、鈴木一朗（2001年）等等。他們在加入大聯盟之前，已經在日本職棒擁有一定程度的年資與經驗了。許多棒球記者開始質疑到底「新人」的定義應該怎麼決定。在現行大聯盟的規定裡，並沒有關於年齡或其他職棒聯盟年資的限制。2003年，在松井秀喜以些微的差距輸給Angel Berroa時，這個議題再度被討論。

## 票選
美國職棒的新人王獎項由全美棒球記者協會選出。過去以成員直接票選，但在1979年雙城隊John Castino和藍鳥隊Alfredo Griffin出現平手情況後，翌年便修正為每一位作家選票第一名5分、第二名3分、第三名1分的投票機制，來降低平手機率。

## 歷年最佳新人獎得主
| 年份 | 獲獎年份                                   |
| †    | 代表該球員已入選美國國家棒球名人堂暨博物館 |
| ^    | 代表現役球員                               |
| *    | 代表該年度有超過一位以上的得主             |
| §    | 代表全票通過                               |
| +    | 代表該項數據為當年度大聯盟第一             |

### 兩聯盟合併票選時期（1947年至1948年）
| 年份   | 球員         | 隊伍                 | 守備位置 | 紀錄                               | 參考資料 |
| ------ | ------------ | -------------------- | -------- | ---------------------------------- | -------- |
| 1947年 | 傑基·羅賓森† | 布魯克林道奇（國聯） | 一壘手   | - .297 打擊率 - 125 得分 - 29 盜壘 | [ 2 ]    |
| 1948年 | 艾爾文·達克  | 波士頓勇士（國聯）   | 游擊手   | - .322 打擊率 - 3 全壘打 - 48 打點 | [ 3 ]    |

### 兩聯盟分開票選時期（1949年至今）
| 年份   | 美國聯盟                                                     | 國家聯盟                                                     |
| ------ | ------------------------------------------------------------ | ------------------------------------------------------------ |
| 1949年 | 羅伊·席佛斯，聖路易布朗，外                                  | 唐·紐康伯，布魯克林道奇，投                                  |
| 1950年 | 華特·卓波，波士頓紅襪，一                                    | Sam Jethroe，波士頓勇士，外                                  |
| 1951年 | 吉爾·麥克道高德，紐約洋基，三                                | 威利·梅斯，紐約巨人，外                                      |
| 1952年 | Harry Byrd，費城運動家，投                                   | 喬·布雷克，布魯克林道奇，投                                  |
| 1953年 | 哈維·金恩，底特律老虎，游                                    | Jim Gilliam，布魯克林道奇，二                                |
| 1954年 | Bob Grim，紐約洋基，投                                       | Wally Moon，聖路易紅雀，外                                   |
| 1955年 | Herb Score，克夫蘭印地安人，投                               | Bill Virdon，聖路易紅雀，外                                  |
| 1956年 | 路易斯·阿帕里西歐，芝加哥白襪，游                            | 法蘭克·羅賓森，辛辛那提紅人，外                              |
| 1957年 | 湯尼·庫貝克，紐約洋基，游                                    | Jack Sanford，費城費城人，投                                 |
| 1958年 | Albie Pearson，華盛頓參議員，外                              | 奧蘭多·塞佩沙，舊金山巨人，一                                |
| 1959年 | 鮑伯·艾里森，華盛頓參議員，外                                | 威利·麥考維，舊金山巨人，一                                  |
| 1960年 | Ron Hansen，巴爾的摩金鶯，游                                 | Frank Howard，洛杉磯道奇，外                                 |
| 1961年 | Don Schwall，波士頓紅襪，投                                  | 比利·威廉斯，芝加哥小熊，外                                  |
| 1962年 | 湯姆·崔許，紐約洋基，游                                      | Ken Hubbs，芝加哥小熊，二                                    |
| 1963年 | Gary Peters，芝加哥白襪，投                                  | 彼得·羅斯，辛辛那提紅人，二                                  |
| 1964年 | 湯尼·奧力偉，明尼蘇達雙城，外                                | 迪克·艾倫，費城費城人，三                                    |
| 1965年 | Curt Blefary，巴爾的摩金鶯，外                               | 吉姆·拉斐爾，洛杉磯道奇，二                                  |
| 1966年 | Tommie Agee，芝加哥白襪，外                                  | Tommy Helms，辛辛那提紅人，二                                |
| 1967年 | 羅德·卡魯，明尼蘇達雙城，二                                  | 湯姆·西佛，紐約大都會，投                                    |
| 1968年 | Stan Bahnsen，紐約洋基，投                                   | 強尼·班區，辛辛那提紅人，捕                                  |
| 1969年 | 盧·皮涅拉，堪薩斯市皇家，外                                  | Ted Sizemore，洛杉磯道奇，二                                 |
| 1970年 | 瑟曼·蒙森，紐約洋基，捕                                      | Carl Morton，蒙特婁博覽會，投                                |
| 1971年 | 克里斯·錢布里斯，克夫蘭印地安人，一                          | Earl Williams，亞特蘭大勇士，捕                              |
| 1972年 | 卡爾頓·費斯克，波士頓紅襪，捕                                | Jon Matlack，紐約大都會，投                                  |
| 1973年 | Al Bumbry，巴爾的摩金鶯，外                                  | Gary Matthews，舊金山巨人，外                                |
| 1974年 | Mike Hargrove，德州遊騎兵，一                                | Bake McBride，聖路易紅雀，外                                 |
| 1975年 | 弗瑞德·林恩，波士頓紅襪，外                                  | John Montefusco，舊金山巨人，投                              |
| 1976年 | Mark Fidrych，底特律老虎，投                                 | Butch Metzger，聖地牙哥教士，投 Pat Zachry，辛辛那提紅人，投 |
| 1977年 | 艾迪·莫瑞，巴爾的摩金鶯，指                                  | 安德烈·道森，蒙特婁博覽會，外                                |
| 1978年 | 盧·懷泰克，底特律老虎，二                                    | Bob Horner，亞特蘭大勇士，三                                 |
| 1979年 | John Castino，明尼蘇達雙城，三 奧菲多·葛里芬，多倫多藍鳥，游 | Rick Sutcliffe，洛杉磯道奇，投                               |
| 1980年 | Joe Charboneau，克夫蘭印地安人，外                           | Steve Howe，洛杉磯道奇，投                                   |
| 1981年 | Dave Righetti，紐約洋基，投                                  | 費南多·瓦倫祖拉，洛杉磯道奇，投                              |
| 1982年 | 小卡爾·瑞普肯，巴爾的摩金鶯，游                              | 史蒂夫·薩克斯，洛杉磯道奇，二                                |
| 1983年 | Ron Kittle，芝加哥白襪，外                                   | 達里爾·斯塔比雷，紐約大都會，外                              |
| 1984年 | 艾爾文·戴維斯，西雅圖水手，一                                | 德懷特·古登，紐約大都會，投                                  |
| 1985年 | 奧齊·吉恩，芝加哥白襪，游                                    | Vince Coleman，聖路易紅雀，外                                |
| 1986年 | 荷西·坎塞柯，奧克蘭運動家，外                                | Todd Worrell，聖路易紅雀，投                                 |
| 1987年 | 馬克·麥奎爾，奧克蘭運動家，一                                | 班尼托·桑提亞哥，聖地牙哥教士，捕                            |
| 1988年 | Walt Weiss，奧克蘭運動家，游                                 | Chris Sabo，辛辛那提紅人，三                                 |
| 1989年 | Gregg Olson，巴爾的摩金鶯，投                                | Jerome Walton，芝加哥小熊，外                                |
| 1990年 | Sandy Alomar, Jr.，克夫蘭印地安人，捕                        | 大衛·賈斯提斯，亞特蘭大勇士，外                              |
| 1991年 | 查克·諾布勞克，明尼蘇達雙城，二                              | 傑夫·巴格威爾，休士頓太空人，一                              |
| 1992年 | Pat Listach，密爾瓦基釀酒人，游                              | Eric Karros，洛杉磯道奇，一                                  |
| 1993年 | 提姆·賽門，加州天使，外                                      | 麥克·皮耶薩，洛杉磯道奇，捕                                  |
| 1994年 | Bob Hamelin，堪薩斯市皇家，指                                | Raul Mondesi，洛杉磯道奇，外                                 |
| 1995年 | Marty Cordova，明尼蘇達雙城，外                              | 野茂英雄，洛杉磯道奇，投                                     |
| 1996年 | 德瑞克·基特，紐約洋基，游                                    | Todd Hollandsworth，洛杉磯道奇，外                           |
| 1997年 | 諾馬·賈西亞帕拉，波士頓紅襪，游                              | 史考特·羅倫，費城費城人，三                                  |
| 1998年 | Ben Grieve，奧克蘭運動家，外                                 | 凱瑞·伍德，芝加哥小熊，投                                    |
| 1999年 | 卡洛斯·貝爾川，堪薩斯市皇家，外                              | Scott Williamson，辛辛那提紅人，投                           |
| 2000年 | 佐佐木主浩，西雅圖水手，投                                   | 拉斐爾·佛柯，亞特蘭大勇士，游                                |
| 2001年 | 鈴木一朗，西雅圖水手，外                                     | 亞伯特·普荷斯，聖路易紅雀，三—外                             |
| 2002年 | 艾瑞克·辛斯基，多倫多藍鳥，三                                | Jason Jennings，科羅拉多落磯，投                             |
| 2003年 | Angel Berroa，堪薩斯市皇家，游                               | 唐崔利·威利斯，佛羅里達馬林魚，投                            |
| 2004年 | Bobby Crosby，奧克蘭運動家，游                               | 傑森·貝，匹茲堡海盜，外                                      |
| 2005年 | 休斯頓·史崔特，奧克蘭運動家，救                              | 萊恩·霍華德，費城費城人，一                                  |
| 2006年 | 賈斯丁·韋蘭德，底特律老虎，投                                | 亨利·拉米瑞茲，佛羅里達馬林魚，游                            |
| 2007年 | 达斯汀·佩德罗亚，波士頓紅襪，二                              | 莱恩·布劳恩，密爾瓦基釀酒人，三                              |
| 2008年 | 埃文·朗歌利亚，坦帕灣光芒，三                                | 吉奧凡尼·索托，芝加哥小熊，捕                                |
| 2009年 | 安德鲁·贝利，奥克兰运动家，投                                | 克里斯·柯格兰，佛罗里达马林鱼，外                            |
| 2010年 | 內夫塔利·費利茲，德州遊騎兵，救                              | 巴斯特·波西，舊金山巨人，捕                                  |
| 2011年 | 傑瑞米·海利克森，坦帕灣光芒，投                              | 克雷格·金布雷爾，亞特蘭大勇士，救                            |
| 2012年 | 麥可·楚奧特，洛杉磯安那罕天使，外                            | 布萊斯·哈波，華盛頓國民，外                                  |
| 2013年 | 威爾·邁爾斯，坦帕湾光芒，外                                  | 何賽·費南德茲，邁阿密馬林魚，投                              |
| 2014年 | 荷西·阿布瑞尤，芝加哥白襪，一                                | 賈寇伯·迪格隆，紐約大都會，投                                |
| 2015年 | 卡洛斯·柯瑞亞，休士頓太空人，游                              | 克里斯·布萊恩，芝加哥小熊，三                                |
| 2016年 | 麥可·富爾默，底特律老虎，投                                  | 柯瑞·席格，洛杉磯道奇，游                                    |
| 2017年 | 亞倫·賈吉，紐約洋基，外                                      | 科迪·貝林傑，洛杉磯道奇，一                                  |
| 2018年 | 大谷翔平，洛杉磯天使，投/指                                  | 小羅納德·阿庫尼亞，亞特蘭大勇士，外                          |
| 2019年 | 約爾丹·艾爾法瑞茲，休士頓太空人，外/指                       | 彼特·阿隆索，紐約大都會，一                                  |
| 2020年 | 凱爾·路易士，西雅圖水手，外                                  | 戴文·威廉斯，密爾瓦基釀酒人，投                              |
| 2021年 | 藍迪·亞羅薩倫納，坦帕灣光芒，外                              | Jonathan India，辛辛那提紅人，二                             |
| 2022年 | 胡立歐·羅德里奎茲，西雅圖水手，外                            | 麥可·哈里斯二世，亞特蘭大勇士，外                            |
| 2023年 | 古納·韓德森，巴爾的摩金鶯，三、游                            | 柯賓·卡洛爾，亞利桑那響尾蛇，外                              |
| 2024年 | 路易斯·希爾，紐約洋基，投、游                                | 保羅·史金恩茲，匹茲堡海盜，投                                |

## 球隊獲獎次數
布魯克林／洛杉磯道奇隊共有18名球員獲得此獎，排名第一。
| 球隊                       | 獲獎次數 | 年份                                                             |
| -------------------------- | -------- | ---------------------------------------------------------------- |
| 布魯克林／洛杉磯道奇       | 18       | 1947、1949、1952-53、1960、1965、1969、1979-82、1992-96、2016-17 |
| 紐約洋基                   | 10       | 1951、1954、1957、1962、1968、1970、1981、1996、2017、2024       |
| 波士頓／亞特蘭大勇士       | 8        | 1948、1950、1971、1978、1990、2000、2011、2018                   |
| 費城／奧克蘭運動家         | 8        | 1952、1986-88、1998、2004-05、2009                               |
| 辛辛那提紅人               | 8        | 1956、1963、1966、1968、1976、1988、1999、2021                   |
| 聖路易·布朗／巴爾的摩金鶯  | 8        | 1949、1960、1965、1973、1977、1982、1989、2023                   |
| 華盛頓參議員／明尼蘇達雙城 | 7        | 1958-59、1964、1967、1979、1991、1995                            |
| 波士頓紅襪                 | 6        | 1950、1961、1972、1975、1997、2007                               |
| 芝加哥小熊                 | 6        | 1961-62、1989、1998、2008、2015                                  |
| 芝加哥白襪                 | 6        | 1956、1963、1966、1983、1985、2014                               |
| 紐約大都會                 | 6        | 1967、1972、1983、1984、2014、2019                               |
| 紐約／舊金山巨人           | 6        | 1951、1958-59、1973、1975、2010                                  |
| 聖路易紅雀                 | 6        | 1954-55、1974、1985-86、2001                                     |
| 底特律老虎                 | 5        | 1953、1976、1978、2006、2016                                     |
| 克里夫蘭印地安人           | 4        | 1955、1971、1980、1990                                           |
| 堪薩斯城皇家               | 4        | 1969、1994、1999、2003                                           |
| 邁阿密馬林魚               | 4        | 2003、2006、2009、2013                                           |
| 費城費城人                 | 4        | 1957、1964、1997、2005                                           |
| 西雅圖水手                 | 4        | 1984、2000-01、2020                                              |
| 坦帕灣光芒                 | 4        | 2008、2011、2013、2021                                           |
| 休士頓太空人               | 3        | 1991、2015、2019                                                 |
| 洛杉磯天使                 | 3        | 1993、2012、2018                                                 |
| 蒙特利爾世博會／華盛頓國民 | 3        | 1970、1977、2012                                                 |
| 密爾沃基釀酒人             | 2        | 2007、2020                                                       |
| 聖地牙哥教士               | 2        | 1976、1987                                                       |
| 德州遊騎兵                 | 2        | 1974、2010                                                       |
| 匹茲堡海盜                 | 2        | 2004、2024                                                       |
| 多倫多藍鳥                 | 2        | 1979、2002                                                       |
| 科羅拉多洛磯               | 1        | 2002                                                             |
| 亞利桑那響尾蛇             | 1        | 2023                                                             |